# Tour du Limbourg 2024
La 72e édition du Tour du Limbourg, une course cycliste masculine sur route, a lieu en Belgique le 20 mai 2024. L'épreuve se dispute sur 195,6 kilomètres entre Hasselt et Tongres. Elle fait partie du calendrier UCI Europe Tour 2024 en catégorie 1.1.

## Parcours
Le départ a lieu  sur la Kolonel Dusartplein à Hasselt. Le parcours vallonné comprend onze montées et huit secteurs pavés avec, en autres, trois passages de Manshoven et de Op de Kriezel et quatre passages des Kolmontberg et Zammelenberg. L'arrivée est jugée sur Eeuwfeestwal à Tongres. 

## Équipes participantes
| WorldTeams (4)- Alpecin-Deceuninck - Intermarché-Wanty - Soudal Quick-Step - Team Jayco AlUla ProTeams (6)- Caja Rural-Seguros RGA - Equipo Kern Pharma - TDT-Unibet - Team Flanders-Baloise - Tudor Pro Cycling Team - TotalEnergies Équipes continentales (5)- Airtox-Carl Ras - Parkhotel Valkenburg - Philippe Wagner-Bazin - Rembe Pro Cycling Team Sauerland - Tarteletto-Isorex |
| |

## Classements

### Classement final
| \| Classement général \| Classement général \| Classement général \| Classement général \| Classement général \| \| Coureur \| Coureur \| Pays \| Équipe \| Temps \| \| ------------------ \| ------------------- \| ------------------ \| ------------------ \| ------------------ \| \| 1er \| Dylan Groenewegen \| Pays-Bas \| Team Jayco AlUla \| 4 h 30 min 40 s \| \| 2e \| Maurice Ballerstedt \| Allemagne \| Alpecin-Deceuninck \| + 0 s \| \| 3e \| Arnaud De Lie \| Belgique \| Lotto Dstny \| + 0 s \| |                     |           |                    |                 |
| |                     |           |                    |                 |
| Source : ProCyclingStats |                     |           |                    |                 |
| Classement général |                     |           |                    |                 |
| Coureur | Coureur             | Pays      | Équipe             | Temps           |
| 1er | Dylan Groenewegen   | Pays-Bas  | Team Jayco AlUla   | 4 h 30 min 40 s |
| 2e | Maurice Ballerstedt | Allemagne | Alpecin-Deceuninck | + 0 s           |
| 3e | Arnaud De Lie       | Belgique  | Lotto Dstny        | + 0 s           |

### Classements UCI
La course attribue des points au classement mondial UCI 2024 selon le barème suivant :
| Position           | 1er | 2e | 3e | 4e | 5e | 6e | 7e | 8e | 9e | 10e | 11e | 12e | 13e à 15e | 16e à 25e |
| Classement général | 125 | 85 | 70 | 60 | 50 | 40 | 35 | 30 | 25 | 20  | 15  | 10  | 5         | 3         |